# Mariano Andújar
Mariano Gonzalo Andújar 30 de juliol de 1983) és un futbolista argentí que juga com a porter. Ha format par del Catània cedit pel Nàpols.